# 아이팟 미니
아이팟 미니(iPod mini)는 애플의 휴대용 음악 재생기 아이팟의 소형 버전이다. 마이크로드라이브라는 소형 하드드라이브를 사용한 모델로 2004년 2월 20일 발매되었다. 2세대는 2005년 2월 23일 발매되었으며, 2005년 9월 7일부터 라인이 중단되었으며, 플래시 메모리를 사용한 아이팟 나노가 미니의 자리를 대신하게 되었다.

## 모델
| 세대  | 그림 | 용량    | 연결              | 발매 일자       |
| ----- | ---- | ------- | ----------------- | --------------- |
| 1세대 |      | 4 GB    | USB, 파이어와이어 | 2004년 2월 20일 |
| 2세대 |      | 4, 6 GB | USB, 파이어와이어 | 2005년 2월 22일 |